# Луцик Роман Ярославович

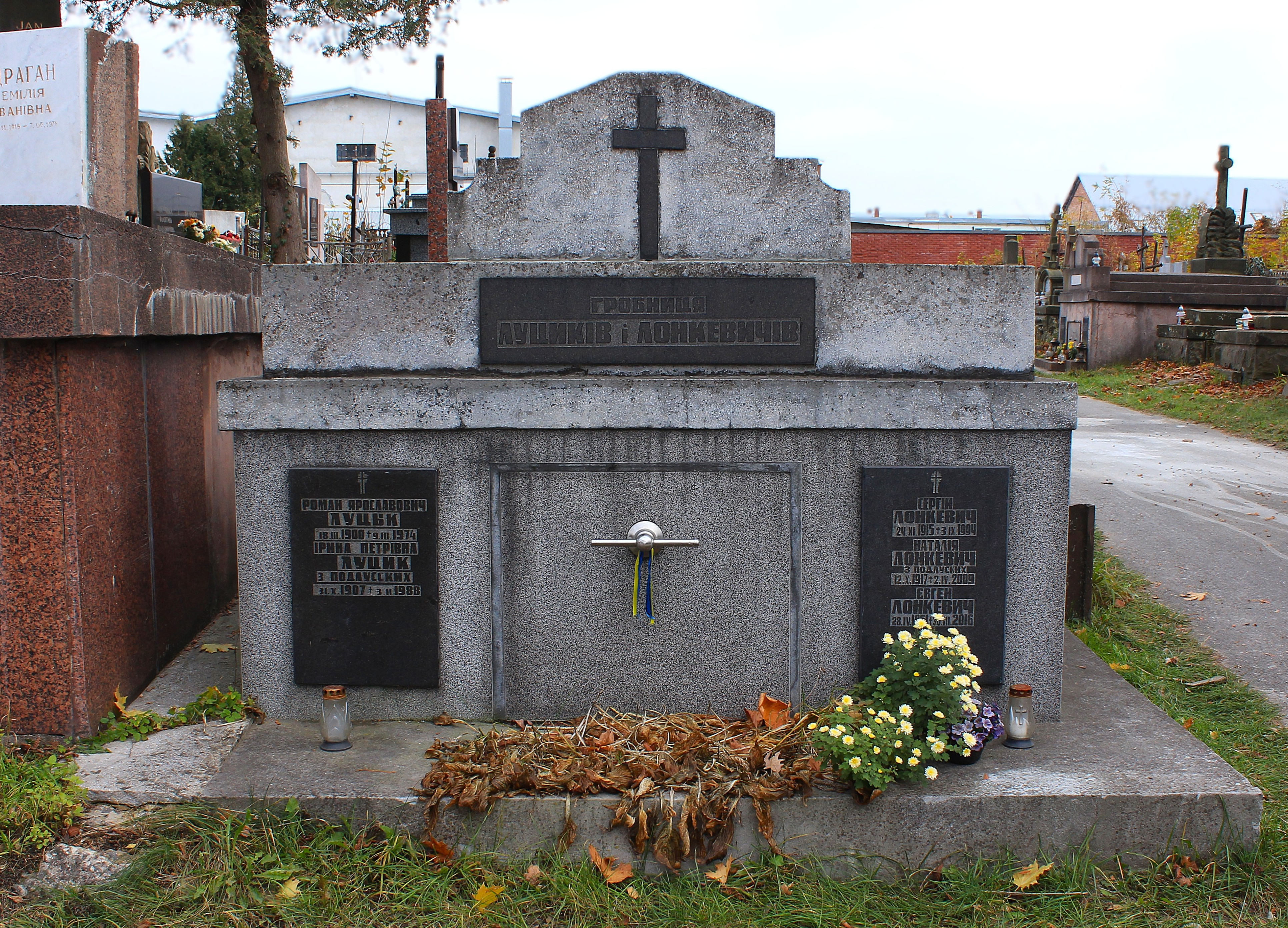
Гробниця Луциків і Лонкевичів.

Рома́н Яросла́вович Лу́цик (18 березня 1900, с. Лука, нині Монастириського р-ну Тернопільської обл. — 9 березня 1974, м. Львів) —  український бібліотекознавець, публіцист, громадський діяч, колекціонер книг. Відмий під псевдо і криптонімом Бандури́ст, Р. Л.

## Життєпис
Народився у сім'ї священика; дитячі і юні роки провів у с. Бурдяківці коло Скали-Подільської. Був одружений з Іриною Петрівною Подлуською (1907—1988), донькою священика в с. Любині Яворівського р-ну Львівської обл., вчителькою історії. Помер у Львові , похований на полі 2 Янівського  цвинтаря.

## Навчання і творчість

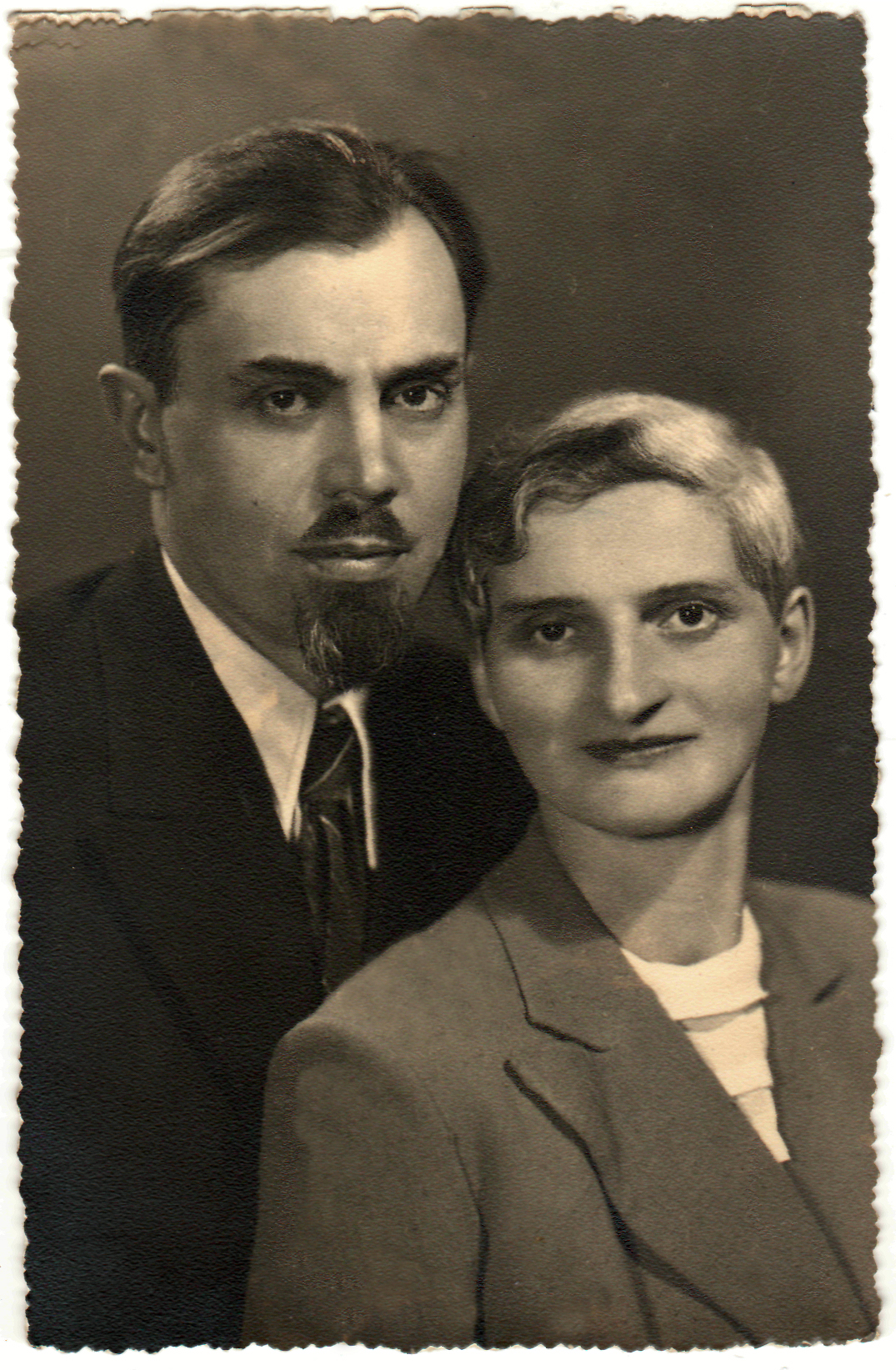
Роман та Ірина Луцики

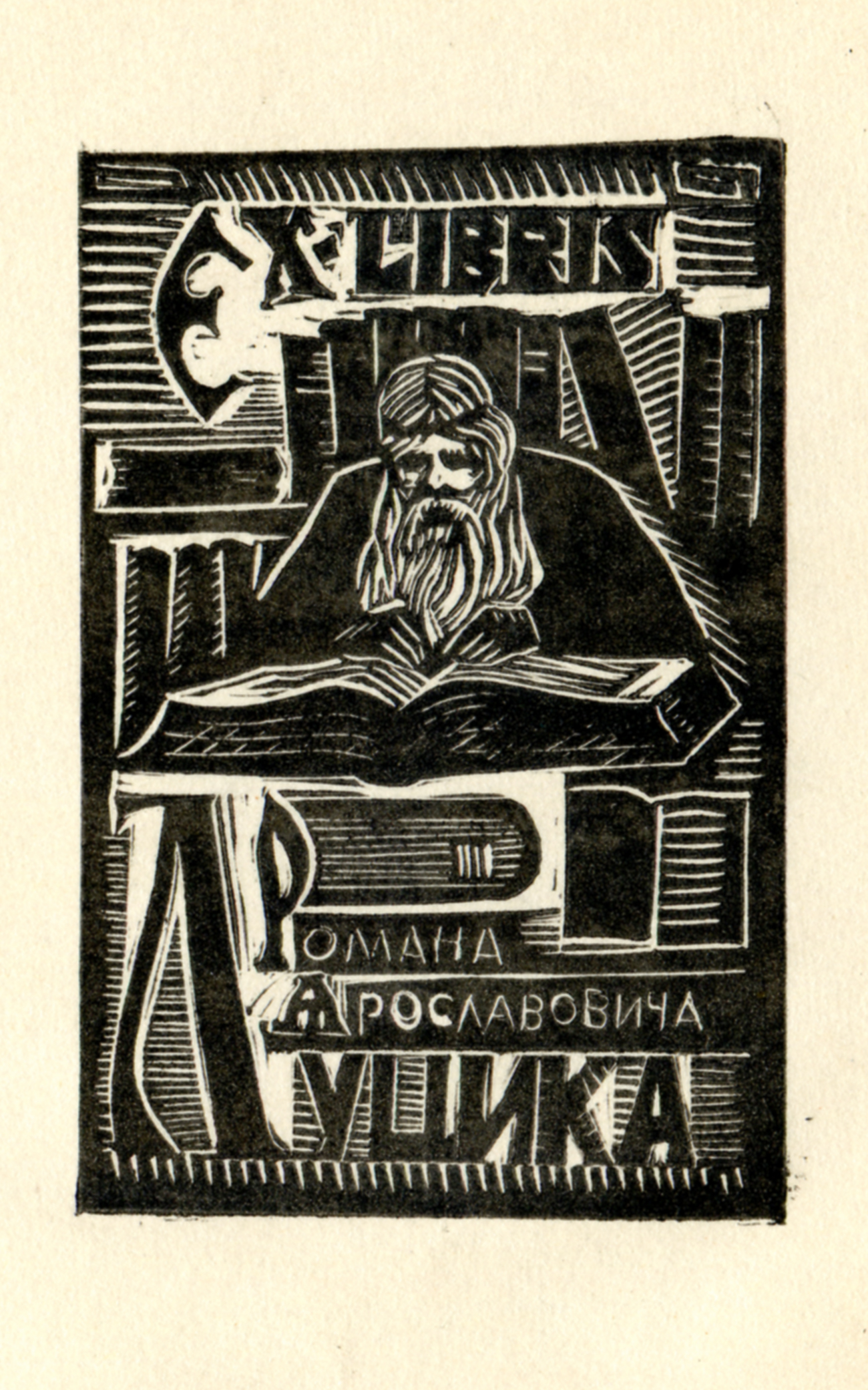
Екслібрис Романа Луцика. Виконав графік Петро Ситник, 1967

Роман Луцик вчився у Борщівській реальній гімназії з польською мовою викладання (1914), гімназії в Ростові-на-Дону (1915), гімназії в Дубні (1921). Закінчив Львівський університет (1932) та культурно-освітній технікум (1950, диплом бібліотекаря). 1938 року здобув ступінь магістра філософії за працю «Stosunek Bakunina do polaków i sprawy polskiej». Учителював у Львові (1939—1941); працював у Львівській науковій бібліотеці (1942—1973), від 1950 року — завідувач відділу рідкісної книги, в якому акумулював багаті фонди стародруків з бібліотек Галичини, а також — видання з бібліотеки Народного дому у Львові, книжки з приватної колекції А. С. Петрушевича. Завдяки Роману Луцикові вони стали доступною джерельною базою пам'яткознавчих досліджень для книгознавців. Був співукладачем ґрунтовних каталогів стародруків, автором наукових розвідок про книжкові пам'ятки, укладачем низки біо- та бібліографічних покажчиків, членом редколегій численних наукових збірників. Активний учасник громадського та культурного життя Львова: член студентського товариства «Друг» (1925—1926 — секретар, 1927—1928 — член правління), товариства «Любителей исторіи и словесності» (один із засновників), Ставропігійського інституту у Львові (від 1934, брав участь у виданні його друкованого органу — часопису «Временникъ Львовского Ставропигіона»), Товариства ім. М. Качковського (у 1932—1939 рр. очолював його центральну бібліотеку та архів), дійсний член Галицько-Руської матиці. Редагував періодичні видання: літературно-публіцистичний журнал «На рубеже» (1927—1928), газету «Огни» (1930), бюлетень «Листок» (1932—1939). Досліджував історію галицької, передусім студентської, преси, творчість свого дядька В. Ф. Луцика, галицького москвофільського письменника і журналіста.
Неопубліковані праці Р. Я. Луцика «Розвиток бібліотечної справи у Львові» та «Фонди відділу рідкісної книги» зберігаються у відділі рукописів Львівської наукової бібліотеки ім. В. Стефаника.
Упродовж 1954—1973 рр. Р. Я. Луцик вів докладний щоденник українською та російською мовами, в якому фіксував, окрім приватних і родинних подій, життя тогочасного Львова, роботу Львівської наукової бібліотеки, подавав короткі характеристики культурних, громадських, партноменклатурних діячів.

## Приватна книгозбірня
Інтелектуал і книголюб, Роман Луцик зібрав багату приватну бібліотеку, до якої ввійшли прижиттєві видання Михайла Грушевського, Івана Франка, Омеляна Огоновського, Антона Петрушевича, книги з історії Галичини, польсько-українських стосунків, москвофільського руху, історії книгодрукування, бібліотечної справи, природничих і технічних наук, цінна добірка української, польської, російської художньої класики. У бібліотеці Р. Я. Луцика зібрано видання Ставропігійського інституту, Оссолінеуму, друкарні оо. Василіян у Жовкві, друкарень Кракова, Варшави, Санкт-Петербурга, Праги, Мюнхена, Берліна, Вільнюса. Часовий діапазон зібраних видань охоплює початок ХІХ — другу половину ХХ ст.
2016 року родина передала приватну домашню книгозбірню Р. Я. Луцика, доповнену виданнями, які колекціонували Сергій і Євген Лонкевичі, в дар Науковій бібліотеці Національного університету «Львівська політехніка», де буде створено окремий іменний Фонд Луциків і Лонкевичів.